# Triathlon in der DDR
Es gab seit 1983 Triathlon-Wettbewerbe in der DDR. Die Sportart wurde anfangs als Ausdauerdreikampf (kurz: A3K) bezeichnet. Ab 1987 firmierten diese Wettbewerbe dann zunehmend als Triathlon. Da es von Seiten der SED ideologische Probleme mit dieser „westlichen“ Sportart gab, wurde die Durchführung von Wettbewerben teilweise stark behindert.

## Geschichte

Der Leipziger Triathlon – impulsgebende und größte derartige Veranstaltung in der DDR – hatte anfangs unter der Bezeichnung „Ausdauerdreikampf“ zu firmieren

T-förmige Gestaltung des ursprünglichen Logos vom Erfurter A3K 1986 als Hinweis auf die unerwünschte Bezeichnung Triathlon

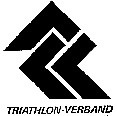
Logo des Triathlon-Verbands der DDR 1990

### Die Anfänge
Aus Presse, Rundfunk und Fernsehen waren die Ereignisse um den Triathlon (insbesondere den Ironman auf Hawaii) bald auch in der DDR publik geworden.
Die maßgeblichen Impulse kamen im Osten aber aus der ČSSR, die Anfang der 1980er-Jahre in Europa eine Vorreiterrolle in dieser Sportart übernommen hatte. Bereits 1980 hatte dort der erste Triathlon stattgefunden. Ausdauersportler aus Sachsen reisten 1982 in die ČSSR, um bei Triathlon-Seminaren Anregungen zu erhalten und an entsprechenden Wettkämpfen teilzunehmen. Schon 1985 wird dort über viele Wettkämpfe berichtet, darunter ein Ironman in Slavkov (Austerlitz) bei Brno (Brünn), an dem auch mehrere Aktive aus der DDR teilnahmen.
Die ersten Triathlonveranstaltungen gab es in der DDR im Jahre 1983. Es war die Läufergruppe um Werner Weber, die am 5. Juni 1983 den ersten Triathlon über 1 km Schwimmen, 40 km Radfahren und 12 km Laufen in Rostock veranstaltete. Alle 41 Teilnehmer kamen ins Ziel. Noch im gleichen Jahr folgten derartige Wettkämpfe in Senzig bei Berlin (1,8/80/25 km) und in Zeulenroda/Thüringen (3,3/100/33 km).
Den Durchbruch für den Triathlon in der DDR stellte der 1. Leipziger Ausdauerdreikampf im Juni 1984 dar. Organisiert von namhaften Sportpädagogen der Deutschen Hochschule für Körperkultur (Wilfried Ehrler, Christian Menschel) waren 352 Starter zum Kulkwitzer See im Westen 
Leipzigs gekommen, die den widrigen Witterungsbedingungen (15 °C Wassertemperatur; 12 °C Lufttemperatur) trotzten. Sportmediziner des Forschungsinstituts für Körperkultur und Sport Leipzig führten sportmedizinische Feldtests zu Belastungsreaktionen nach den einzelnen Disziplinen durch. Die Bedeutung dieser Veranstaltung bestand vor allem darin, den Impuls für weitere derartige Wettkämpfe in vielen Bezirken der DDR gegeben zu haben.

### Ablehnung und Duldung der Sportart
Triathlon zählte zu den nicht geförderten Sportarten und wurde darüber hinaus nur widerwillig geduldet.
Die etablierten Sportverbände und -institutionen in der DDR reagierten frühzeitig mit Ablehnung und regelrechten Anti-Triathlon-Kampagnen auf die neue Sportart, die aus den USA kam („Die Schnapsidee von Honolulu“ von M. Hönel).
Auch die DTSB-Führung griff zu entsprechenden Repressionen. Die mündliche Aussage von DTSB-Vizepräsident Berg bei der zweiten Tagung des DTSB-Vorstandes im November 1984 lautete: „Triathlon in der DDR gibt es nicht und wird es nie geben!“. Gegen eine Legalisierung und Anerkennung des Ausdauerdreikampfes wurden folgenden Argumente vorgebracht: Zum einen gäbe es durch die kapitalistischen Kennzeichen dieser Sportart keine neuen potentiellen Mitglieder aus dem DTSB. Darüber hinaus entspreche der Ausdauerdreikampf nicht den „Kriterien der sozialistischen Körperkultur“. Wesentlich war darüber hinaus auch die materielle Absicherung der Sportart und der mögliche Verlust von Talenten für vom DTSB im Rahmen des DDR-Leistungssportsystems besonders geförderte Sportarten.
Der Begriff des Triathlon durfte nicht gebraucht werden. Für derartige Veranstaltungen war der Begriff „Ausdauerdreikampf“ bzw. „A-3-K“ vorgegeben. Noch beim ersten wissenschaftlichen Symposium „Ausdauerdreikampf“ an der Medizinischen Akademie Erfurt im Herbst 1986 mit namhaften Sportpädagogen, Medizinern und Aktiven wurde den Organisatoren der Gebrauch des Begriffs „Triathlon“ strikt untersagt. Die Veranstalter fanden andere Möglichkeiten, das T wie Triathlon in ihre Logos einzubringen (siehe Logos der Leipziger und Erfurter Triathlons).
Die Entwicklung dieser attraktiven Ausdauersportart war ab 1985 nicht mehr aufzuhalten. Waren es 1984 vier Veranstaltungen mit 636 Teilnehmern, so gab es 1988 in der DDR schon 37 Triathlonwettbewerbe mit über 6000 Teilnehmern, überwiegend im so genannten Kurztriathlon über 1,5 km Schwimmen, 40 km Radfahren und 10 km Laufen.
Aus der Initiative der Veranstalter, ausschließlich Aktive und Anhänger dieser Sportart, hatte sich eine IG (Interessengemeinschaft) Triathlon der DDR gegründet, die Statistiken führte, Ranglistenwettbewerbe und Bestenermittlungen vergab sowie ein Informationsblatt herausgab. Um die Koordination und Publikation machte sich vor allem Thomas Pabst aus Dresden verdient, Triathlet der ersten Stunde in der DDR.
DDR-Ranglisten im Triathlon wurden ab 1985 geführt. Die erste „DDR-Bestenermittlung“ im Kurztriathlon fand 1987 im Rahmen des 3. Helene-Triathlons bei Frankfurt (Oder) statt. Ab diesem Jahr duldete man seitens der Sportobrigkeit notgedrungen nun den Begriff Triathlon.
Nach Abschluss der Triathlon-Saison 1987 veröffentlichte bereits die zentrale Sportzeitung der DDR DEUTSCHES sportecho am 19. November 1987 die „3. DDR-Rangliste im Triathlonsport“. Was blieb, waren weiter Einschränkungen und Nichtförderung. Ein Triathlon-Verband durfte nicht gegründet werden, Auslandsstarts gab es nicht, ausländische Gäste konnten nicht eingeladen werden, Kontaktaufnahme zu internationalen Institutionen und Verbänden war nicht gestattet.
1987 gelang es Wilfried Ehrler, einem Akteur bei der Einführung des Triathlons in der DDR, mit der Hilfe eines Sportverlages und zweier Koautoren, ein Lehrbuch zum Triathlon herauszubringen. Dieses Buch verkaufte sich sehr gut, allerdings nur außerhalb der DDR. Dieses Beispiel zeigt die sportpolitischen Zwänge auf. Im Inland wurde das Buch verboten, um die Entwicklung der verbotenen Sportart durch den DTSB nicht zu fördern. Durch den Vizepräsidenten des DTSB, Klaus Eichler, gelang schließlich auch die Förderung von Sportarten durchzusetzen, die nicht unter den Aspekt Leistungssport zählten.
Es kam in diesem Zuge zur Bildung der „Arbeitsgruppe Triathlon“ beim Bundesvorstand des DTSB. Sie sollte letztendlich eine „passende“ Wettkampf- und Verwaltungskultur für die Bezirke entwickeln. Diese war dafür zuständig, dass keine eigene Gliederung oder ein Verband gegründet wurde. Dieses Angebot sollten darüber hinaus dafür Sorge tragen, dass eine Integration von bundesdeutschen Athleten unterbunden werden sollte. So gewann 1989 ein westdeutscher Athlet einen Wettbewerb in Leipzig. Es blieben nach dem Sieg Vorwürfe und Folgen aus, da Erich Honecker durch ein geschicktes Argumentieren und der spontanen Olympiabewerbung Leipzig ins Spiel brachte.
In der DDR wurde nur eine Streckenlänge – die olympische Distanz – praktiziert. Die Sportart galt zum damaligen Zeitpunkt als Erwachsenensport, sodass Kinder und Jugendliche, wollten sie am Ausdauerdreikampf teilnehmen, auch die olympische Distanz durchstehen mussten. Deshalb gab es nur wenige Jugendliche, die diesen Sport betrieben. 1989 ging der DTSB von etwa 3000 aktiven Triathleten in der DDR aus. Für diese Athleten gab es allein 42 offiziell ausgeschriebene Wettkämpfe.

### Nach der Wende
Erst nach der Wende 1989 änderte sich die Situation. Im Frühjahr 1990 bildeten sich in den Bezirken der DDR eigene Landesverbände Triathlon, die bereits der Struktur der künftigen neuen Bundesländer folgten. Die Gründung des Triathlon-Verbandes der DDR erfolgte am 12. Mai 1990 an der DHfK in Leipzig. Dieser Triathlon-Verband war nun offizieller Fachverband im DTSB der DDR.
Danach konnten die ersten und einzigen DDR-Meisterschaften im Mitteltriathlon (2/80/20 km, Senzig/Königs Wusterhausen, 30. Juni 1990) und Kurz-Triathlon (in Magdeburg-Barleber See, 14. Juli 1990) ausgetragen und an Ausscheidungen für internationale Wettkämpfe und Meisterschaften teilgenommen werden.
Nach der Wiedervereinigung Deutschlands schloss sich der Triathlon-Verband der DDR mit seinen fünf Landesverbänden am 28. Oktober 1990 im bayerischen Roth der Deutschen Triathlon Union an. Die Deutsche Triathlon Union (DTU) wurde mit nunmehr 16 Landesverbänden und 17.445 Mitgliedern zur mitgliedsstärksten Nation innerhalb der European Triathlon Union (ETU).

## Motive
Die Motive von damaligen Akteuren, diese Sportart zu betreiben, sind vielfältig und unterschiedlich. Manche kamen zum Triathlon, weil sie als einstige Leistungsschwimmer aus dem Fördersystem ausdelegiert worden waren, sich aber weiterhin fit halten wollten. Andere hörten, dass Laufen gesund sei und manche Sportler hatten Verletzungen und mussten deswegen die Sportart wechseln. Es gab begeisterte Sportler, die andere motivierten, diese neue Sportart auszuprobieren und zu testen, oder die daran interessiert waren, eine vielseitige Sportart zu bestreiten.

## Entwicklung in den Bezirken

### Rostock
Anfang des Jahres 1983 kehrte eine Gruppe von Ausdauerathleten nach einem Skilanglaufwettbewerb, der in Liberec (ČSSR) stattfand, nach Rostock zurück. Diese Sportler lasen einen Zeitungsartikel über den Ironman auf Hawaii und brachten diese Idee mit in die Stadt. Laut Dieter Käkenmeister entstand bei einigen Saunagängen im Hotel Neptun die Idee, einen Kurztriathlon (Einteilung in Kurz-, Mittel- und Langtriathlon gab es bereits) in Rostock zu veranstalten. Noch im selben Jahr, am 5. Juni 1983, fand der erste Triathlon statt. Bei diesem Wettkampf starteten 41 Athleten, darunter Sportler aus der Laufgruppe unter Werner Weber und vier Frauen. Das Schwimmen wurde in der Schwimmhalle des ASK durchgeführt.
Insgesamt wurden 1000 m geschwommen, 40 km Rad gefahren und 12 km gelaufen. Aufgrund der unterschiedlichen Typen der Räder (Rennrad, Sportrad, Tourenrad) gab es entsprechende Zeitgutschriften. Zur Würdigung des Tages gab es an dem Abend des Wettkampfs eine Feier. Der Sieger bekam das sogenannte „Eisenmännchen“ überreicht, welches ein Wanderpokal war. Es gab auch Preise für den Letzten und für die anderen Athleten. Diese Preise werden teilweise heute noch verliehen.
Der zweite Rostocker Triathlon fand am 3. Juni 1984 unter gleicher Leitung statt. Auch die „Radregelung“ bestand weiterhin. So durfte der Athlet mit einem Tourenrad 5:20 min und der Athlet mit einem Sportrad 2:40 min eher schwimmen als Athleten mit einem Rennrad. Ab der dritten Rostocker Veranstaltung waren die begrenzten Startplätze (100) schnell vergeben. Außerdem waren die Veranstalter durch den DTSB gezwungen, den Wettkampf offiziell teilweise Ausdauerdreikampf zu nennen (Aushänge, Ergebnislisten etc.). Durch den Start von prominenten Sportlern, wie zum Beispiel dem Ruderolympiasieger Ullrich Kons, zeigt dieser Wettkampf die breite Spanne der sportbegeisterten Athleten.
Die Beliebtheit des Rostocker Triathlons entstand durch die rege Teilnahme von Spitzen- und Volkssportlern. Im Jahr 1986 starteten erstmals Athleten aus 13 anderen deutschen Bezirken sowie aus Polen und Nicaragua. Das Besondere an diesem vierten Rostocker Triathlon war, dass jeder Athlet vor dem Start fotografiert wurde. Dieses Foto schmückte das Ergebnisheft und wurde per Post versehen mit Fotos, Presseartikeln und vielem mehr den Athleten zugesandt. Die Ergebnisse wurden erstmals computergestützt gesichert. Im Jahre 1988 bekam der Rostocker Triathlon finanzielle Unterstützung durch den Staat und konnte den Athleten noch einiges mehr bereitstellen, wie beispielsweise eine Badekappe.
Dem langen Fahrweg geschuldet, konnte der Wettkampf nicht als Ranglistenwettbewerb gezählt werden. Im südlichen Teil der DDR fanden hauptsächlich Triathlon-Wettkämpfe statt. Aber die Rostocker Athleten suchten den sportlichen Vergleich mit den Sportlern der Volksrepublik Polen. Seit nun mehr als drei Jahren fand ein Austausch zwischen Rostock und Stettin statt.
Der letzte Rostocker Triathlon in der DDR wurde am 18. Juni 1989 durchgeführt und ein Erfolg. Es starteten 127 Sportler. Unter diesen Athleten befand sich die damalige Elite des DDR-Triathlon u. a. Thomas Rungehagen, Rolf Krause, Jens Stoetzner, Bernd Jaudtiems, Karin Wassermann, Ines Ziemer und Corinna Schönemann. Zwei herbe Rückschläge mussten die Rostocker hinnehmen: Thomas Rungehagen konnte die „Rostocker Siegesserie“ brechen und der Mannschaftssieg ging an die Berliner Mannschaft SG Narva Berlin.
Die Berliner Sportgemeinschaft war zu dieser Zeit die stärkste Triathlon-Gemeinschaft in der DDR. Auch Athleten aus Polen, Luxemburg und Bremen gingen unerkannt an den Start. Erst später und zum Ärger der Athleten kam dies ans Licht, aber zu einem „Nachspiel“ kam es aufgrund der Wende nicht. Dies war der Grund für den Namen – Internationaler Rostocker Triathlon.
Die 8. Auflage im Jahre 1990 ging nicht verloren. Es gab Angleichungen an die Normen (Olympische Distanz), die von der Europäischen Triathlon Union festgelegt worden waren. Alles andere blieb wie gewohnt. Der Rostocker Triathlon wird bis heute veranstaltet. Der Vorreiter der Triathlonbewegung in der DDR war der erste urkundlich erwähnte Triathlon in Rostock.
Auch Ribnitz-Damgarten und Waren an der Müritz erlebten eine ähnliche Entwicklung. Im Vergleich zum südlichen Teil der DDR erlebte der Norden weder Behinderungen noch Auflagen, daher war die Triathlonentwicklung im Norden autonom. Die Veranstalter der Wettkämpfe waren durch die Teilnahme an den Leipziger Kongressen über Neuigkeiten informiert, aber die lokale Entwicklung war für sie von höherem Interesse. Später waren die Vertreter des Nordens weder beteiligt an den Interessengemeinschaften, noch an den späteren Arbeitsgruppen.

### Halle an der Saale
Im mittleren Raum der DDR, genauer gesagt in Halle an der Saale, war Werner Klawun, hauptamtlicher Mitarbeiter im Kreisvorstand Saalkreis des DTSB, vom Leipziger Triathlon so begeistert, dass er beschloss, selbst einen auszurichten und zu organisieren. Am 15. September 1983 wurde am Süßen See in Seeburg der zweitgrößte Triathlon der DDR veranstaltet. Auf Anhieb kamen rund 120 Starter und absolvierten 2 km Schwimmen, 40 km Rad und 10 km Lauf.
Klawun ging im Gegensatz zu den anderen Veranstaltern einen offiziellen Weg zur Vorbereitung. Schon zwei Tage nach seinem Start in Leipzig stellte er einen Antrag auf eine Sportveranstaltung an die Deutsche Volkspolizei (BdVP). In diesem Antrag bat er um die Genehmigung, einen Ausdauerdreikampf auszurichten. Da er vorher schon Radrennen und Laufveranstaltungen organisiert hatte, fiel es ihm auch leicht, Rettungsschwimmer des Deutschen Roten Kreuzes (DRK) und Abschnittsbevollmächtigte (ABV) zur Absicherung seiner Veranstaltung zu gewinnen. Zahlreiche Schüler aus höheren Klassenstufen erschienen als Helfer. Außerdem informierte er den DTSB-Kreisverband Eisleben über sein Vorhaben. Der offizielle Ausrichter war der Deutsche Verband für Wandern, Bergsteigen und Orientierungslauf (DWBO), und es gab keinen Anlass, den Wettkampf nicht zu genehmigen. Er bekam zudem Rückendeckung, da er dem DWBO und KFA Saalkreis angehörte.
1988 wurde der DTSB erstmals um Unterstützung gebeten. Klawun entwickelte zuvor einen Maßnahmenplan, um die Verantwortlichen des DTSB zu informieren und sie für sich zu gewinnen. Trotz Ablehnung der Unterstützung durch den DTSB gelang es ihm, mit genügend Argumenten den Wettkampf trotzdem zu veranstalten.
Am 23. Juni 1988 fand in Halle-Seeburg die Bestenermittlung der DDR über die Kurzdistanz statt. Diese Ermittlung lockte 350 Sportler an und stellten somit einen Teilnehmerrekord in Seeburg auf. Da die Athleten selten den Begriff A-3-K oder Ausdauerdreikampf, sondern Triathlon benutzen, wurde die Bestenermittlung auch ganz schnell als Meisterschaft ausgetragen.
Vor dem Jahr 1987 versuchte Klawun auch das Wort Triathlon zu umgehen und verpackte es in Worte wie „3x5 Friedensmeilen“, „Ausdauermehrkampf“ oder „3x5 Meilen zum 35. Jahrestag“. Danach verwendete er den Begriff Triathlon. 1984 verwies Klawun darauf, dass für Dezember die erste Ausgabe eines Informationsblattes „Ausdauer-3-Kampf-Information“ geplant war. Darin sollten u. a. gewonnene Erkenntnisse bei Triathlon-Wettkämpfen, Ergebnisse, Termine, Berichte und vieles mehr veröffentlicht werden. Zeitgleich gab Thomas Pabst das Borthener Informationsheft heraus. Beide hatten zur weiteren Vorgehensweise im Triathlonsport völlig unterschiedliche Ansichten. Es kam zu einer Spaltung der gesamten Triathlonszene der DDR. 1991 fanden die von Klawun organisierten Wettkämpfe ein Ende, nachdem die Organisation an Günther Seidler übertragen wurde.
Parallel entwickelte sich der Heide-Triathlon in Halle. 1988 hatte Gerd Schmidt innerhalb der BSG Geologie Halle die erste Triathlon-Sportgruppe gegründet. Am 18. Juni 1989 wurde der erste Triathlon in Halle veranstaltet. Zusammen mit der FDJ und dem DTSB Halle/West liefen die Vorbereitungen seit Ende des Vorjahres. Auch er ging einen offiziellen Weg, diesen Wettkampf zu veranstalten. Da diese Veranstaltung in Halle-Neustadt stattfand, sollte auch der dort zuständige DTSB diesen organisieren. Aber dieser hatte Vorbehalte gegenüber der Sportart, ohne diese je näher zu begründen. Behilflich bei der Organisation waren auch Leipziger Veranstalter. Noch heute gibt es diesen Wettkampf, bei dem Mannschaften der zweiten Bundesliga/Ost starten.

### Magdeburg
Im Raum Magdeburg organisierte Jürgen Tempel, hauptamtlich als Funktionär im DTSB Wolmirstedt tätig, den sogenannten Kali-Triathlon in Zielitz. Er war ein ambitionierter Läufer und Mitglied des Präsidiums des Leichtathletik-Verbandes der DDR. Nach einem Eklat in der Läuferszene entschied er sich, die Sportart zu wechseln. Jedoch wollte er weiterhin laufen und so begeisterte er sich nach dem Start beim Leipziger Triathlon für die neue Sportart. Aus dieser Begeisterung entstand der Kali-Triathlon.
Die Streckenlängen waren 1 km Schwimmen, 40 km Radfahren und 13 km Laufen. Seit dem Jahr 1986 fand der Zielitzer Triathlon jährlich statt. Durch das beheizte Schwimmbecken und die „Anfängerstrecken“ von 0,5-22-6 km war diese Veranstaltung sehr beliebt. Auch die familiäre Atmosphäre und besondere Einfälle wie beispielsweise das Urkundendesign wirkten sich positiv auf den Wettkampf aus. Der Wettkampf überlebte auch schwierige Zeiten mit sinkenden Teilnehmerzahlen. Erst der Umbau der Schwimmhalle besiegelte das Ende dieses Triathlonwettkampfes.
Die Idee für einen Staffeltriathlon brachte Tempel aus einem Ungarn-Urlaub mit. Diese Staffel hatte eine eigenwillige Organisation. Die drei Starter einer Mannschaft schwammen erst in der Elbeschwimmhalle. Anschließend folgte eine einstündige Pause. Im Stadtpark wurden alle Starter einer Mannschaft nacheinander auf die Radstrecke geschickt. Da der Start des Radrennens am Pferdetor erfolgte, starteten die Sportler auch aus einer Pferdebox. Der Lauf folgte gleich nach dem Radfahren. Aus diesem Wettkampf entstanden der Wintertriathlon des MTC und der Team-Triathlon am Barleber See. Der Team-Wettkampf und der TU-Wettkampf haben sich bis heute etablieren können.
Der Höhepunkt der Triathlon-Karriere von Tempel war die Ausrichtung der DDR-Meisterschaften am 14. Juli 1990 über die Kurzstrecke am Barleber See. Es lief nicht alles so, wie er es geplant hatte. Parkende Autos, eine Schafherde und Kopfsteinpflaster ließen den Ablauf stocken, aber davon ließen sich die Sportler nicht unterkriegen. Nach der politischen Wende kehrte Tempel wieder zum Laufsport zurück.

### Gardelegen
In Gardelegen gründete Udo Roschild mit einem Sportfreund und dem DTSB die Laufgruppe „Lindenthal“. Die Laufgruppe um Roschild fing mit kleinen Runden an, die immer größer und mit Sport- und Spielgeräten begleitet wurden. Auch Kinder kamen mit in den Wald und es wurden kleine Spiele in das Laufen integriert. Seine Gruppe veranstaltete Lauf- und Wanderveranstaltungen, aber auch Skilangläufe und Biathlon. Von der Sportart Triathlon erfuhr er wahrscheinlich aus der Zeitung.
Bereits im ersten Jahr der Triathlon-Geschichte der DDR wagten sich die Läufer aus Gardelegen an diese Herausforderung. Unter den zehn bis zwölf Startern waren keine auswärtigen Athleten. Es wurden 500 m geschwommen, danach fuhr man 20 km Rad und lief 7 km. Nach dem Schwimmen und dem Radfahren wartete man jeweils auf den letzten Sportler, um die nächste Disziplin zu absolvieren. Ein Jahr später übernahm man vieles von der Leipziger Organisation des Triathlons.
Roschild nahm regelmäßig an den Treffen der Triathleten in Leipzig teil. Laut seiner Aussage fand der erste Triathlon in Gardelegen im Jahr 1984 statt. Jedoch gibt es hierfür keine Aufzeichnungen. Am 7. Juli 1985 wurde der „2. Gardelegener Vielseitigkeitsmehrkampf“ urkundlich erwähnt. Durch seine Kontakte als Mitarbeiter des Kreisfachausschusses Leichtathletik konnte Roschild viel Werbung für seine Veranstaltung machen, auch außerhalb des Kreises.
Die teilnehmenden Athleten konnten sich zwischen zwei Streckenlängen entscheiden. Die kürzere Strecke umfasste 0,5 km Schwimmen, 20 km Radfahren und 7 km Lauf. Die längere Strecke ging jeweils über die doppelte Distanz. Es gab von Seiten der Polizei, des Bademeisters oder der ärztlichen Versorgung keine Probleme. Wegen der günstigeren Umweltbedingungen wurde der Wettkampf nach Zichtau verlegt. Durch die örtliche Veränderung konnten somit auch Athleten aus Berlin, Frankfurt/Oder und Leipzig an den Start gehen. Sportpolitische Probleme gab es für Roschild und seine Sportler nicht, jedoch war die Presse anfangs etwas zurückhaltend. Dies änderte sich nach und nach. Sie fing an, Artikel zu veröffentlichen und schon bald gab es auf jeder Veranstaltung einen Reporter. Trotz des Erfolges kam es 1988 zum endgültigen Aus. Die Helfer fehlten und der Bademeister hatte einen schweren Unfall.
In Mieste wurde 1986 ein Triathlon ins Leben gerufen. Die Veranstalter Günther Riecke und Ralf Ziegler organisierten einen Wettkampf, der keine Konkurrenz für die Gardelegener darstellte. Der Grund hierfür waren die wenigen Wettkämpfe in der DDR. Der sogenannte „Drömlingsdreier“ konnte von Jahr zu Jahr mehr Athleten für sich gewinnen.

### Stendal
Ein weiterer Entwicklungsort des Triathlons in der DDR war Stendal. Seit dem Jahr 1983 wurde ein Wettbewerb in Stendal veranstaltet. Eine Laufgruppe namens LG Haeder um die Sportler Gerd Engel und Conrad Stender gab es bereits. Durch die Kontakte und das Interesse von Gerd Engel konnte im November 1983 der erste interne Triathlon durchgeführt werden. Stender kam mit 30 min Vorsprung vor allen anderen ins Ziel. Er meldete sich sofort für den Leipziger Triathlon an und wollte der Sportart treu bleiben.
Die zweite und vorerst letzte Auflage des Stendaler Meilenmehrkampfs am 25. November 1984 war nicht mehr intern. Es wurden Athleten aus Berlin, Magdeburg, Staßfurt, Burg und Wolmirstedt eingeladen. Stender reiste durchs Land und startete bei vielen verschiedenen Wettkämpfen. Der Reiz an einer eigenen Veranstaltung stieg von Wettkampf zu Wettkampf. Es scheiterte letztlich an den benötigten finanziellen Mitteln.
Am 22. Juli 1989 wechselte er die Sportgemeinschaft und konnte den 1. Altmark-Triathlon in Wischer ausrichten. Der volkssportliche Biathlon, welcher vor dem eigentlichen Triathlon startete, wurde in den Teildisziplinen 500 m Schwimmen und 5 km Laufen ausgetragen. Über die 1,1 km Schwimmen, 43 km Radfahren und 10 km Laufen traten 101 Teilnehmer, davon 4 Frauen, an den Start. Der Wettkampf war und ist bis heute noch ein voller Erfolg.

### Leipzig

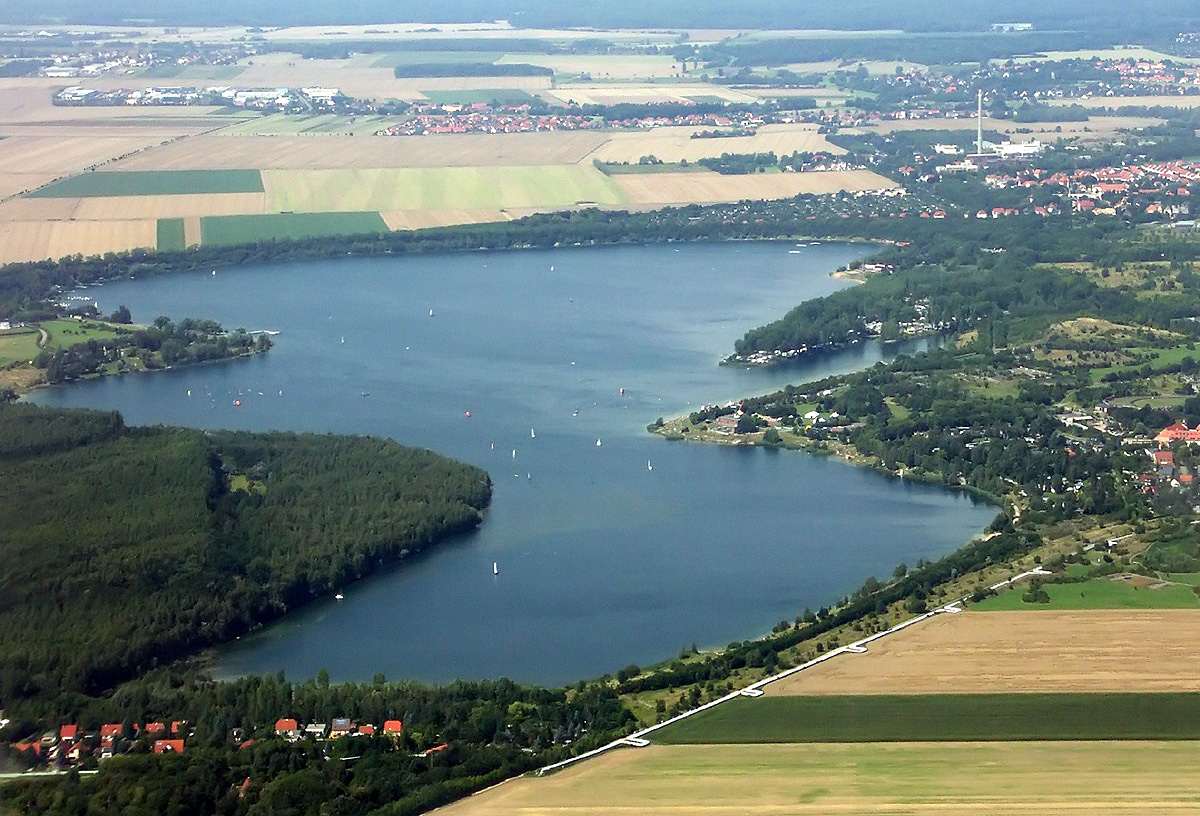
Der Kulkwitzer See bei Leipzig, beliebter Ort für Triathlon-Wettbewerbe

In Leipzig, fand mit Hilfe zweier Dozenten der Deutschen Hochschule für Körperkultur (DHfK) eine Triathlon-Großveranstaltung statt. Durch die Unterstützung von Wilfried Ehrler und Christian Menschel wurde ein Meilenstein in der Entwicklung des Triathlons in der DDR gelegt. Die DHfK, als Hochburg für Körper und Kultur, beschäftigte sich nicht nur wissenschaftlich mit dieser Sportart. Der Wettkampfsport wurde entwickelt, vorangetrieben, verteidigt und kontrolliert.
Die Idee entstand aus der Eintönigkeit des Laufens bzw. der Laufgruppen, besser gesagt des Meilenkomitees. Der erste Triathlon in Leipzig fand am 30. Juni 1984 statt. Die besten Umweltbedingungen für einen Triathlon fand und findet man im Naherholungsgebiet Markranstädt-Kulkwitz, wo er bis heute ausgetragen wird. Aufgrund extremer Kälte musste die Streckenlänge von 1,2 km im Wasser halbiert werden. Die Radstrecke erstreckte sich über 45 km und gelaufen wurden 15 km. Die insgesamt 360 Starter mussten vor Beginn eine ärztliche Unbedenklichkeitserklärung abgeben. Ebenso wurde ein Formular unterschrieben, welches auf die eigene Verantwortung zur Wettkampfteilnahme hinwies.
Der Wettkampf wurde zunächst als Triathlon ausgeschrieben. Nach einer Intervention durch den DTSB in Berlin mussten die Ergebnislisten mit Ausdauerdreikampf überschrieben werden. Genau wie in Rostock versuchten die Leipziger den DTSB mit seinen eigenen Waffen zu schlagen. Sie schrieben über die Ergebnislisten Ausdauerdreikampf und kamen den Forderungen des DTSB nach neuen interessanten und abwechslungsreichen Ausdauersportarten im Zusammenhang mit dem VII. Turn- und Sporttag nach, welche in der Praxis umgesetzt werden sollten. Durch die hohe Teilnehmerzahl und die Begeisterung beim Wettbewerb waren sich die Veranstalter sicher, dass es richtig war, diesen Weg zu gehen. Die Organisatoren bekamen Unterstützung von örtlichen Firmen und Unternehmen. So stellte beispielsweise der VEB Kombinat ORSTA-Hydraulik Computer zur Auswertung zur Verfügung. Auch die regionale und überregionale Presse warb für die Veranstaltung.
Ehrler ließ es sich, zur Freude der unerfahrenen Sportler, nicht nehmen, ab der dritten Auflage des Triathlons im Ergebnisheft konkrete Trainingsempfehlungen zu geben. Durch Druck seitens des DTSB wurde aus Triathlon der Ausdauerdreikampf und später nur noch der A-3-K. Schon in der Ausschreibung war von einem Ausdauerdreikampf die Rede. Üblicherweise schrieb man darunter „mit Volkssportwettbewerb“. Damit meinte man einen Wettkampf für Kinder und Neueinsteiger, welcher aus verkürzten Ausdauerzweikampfstrecken und einer Übungsstunde Popgymnastik bestand. Auch ein geschwungenes T auf Urkunden, Ergebnislisten und Ausschreibungen war ein verstecktes Zeichen für das Wort Triathlon. Der Sprecher wurde sogar darauf hingewiesen, dass er Triathlon sagen solle.
Auch hier gab es für die verschiedenen Fahrradtypen Zeitgutschriften, um die Fairness zu wahren. So wurde für Tourenräder sechs bis zehn und für Sporträder drei bis fünf Minuten gutgeschrieben. Allerdings unterschied man auch in den Wettkampfdistanzen. Ein weiteres Problem war immer das „Windschattenfahren“. Ab 1986 gab es getrennte Wertungen für die unterschiedlichen Materialien. Sportler, Presse, Veranstalter waren begeistert und man bekam positive Resonanz durch Zeitungsartikel und Briefe. Aber vor allem die von Jahr zu Jahr steigende Teilnehmerzahl machte dies besonders deutlich.
1985 waren es 500 Meldungen, 1987 bereits 613 und ein Jahr später starteten über 700 Athleten. Seit dem Jahr 1987 wurde der Wettkampf international. Sportler aus der Sowjetunion, der Tschechoslowakei und ab 1988 auch aus Westdeutschland starteten. Wie in Rostock brachte diese Tatsache Probleme mit sich, welche der Sportart jedoch keinen Abbruch tat. Der Wettkampf überlebte die Wendezeit. So starteten 1989 958 Athleten, 1990 gab es 1200 Teilnehmer und 1991 waren es immer noch 400 Starter. Heute ist der Wettkampf sehr beliebt. Breitensportler aber auch Bundesligasportler starten heute noch am Kulkwitzer See.
Innerhalb der DHfK wurde durch Menschel am 11. April 1989 die Sektion Triathlon gegründet. Bevor dies geschah, gab es schon eine Weile eine Trainingsgruppe unter dem Namen „Interessengemeinschaft Triathlon“. Nicht nur Studenten und Professoren der Uni waren begeistert, auch Kinder und Jugendliche oder Freizeitsportler von außerhalb. So konnte auch eine Kinder- und Jugendgruppe eröffnet werden.

### Erfurt
In Erfurt gab es erhebliche Schwierigkeiten bei der Austragung eines Triathlons. Der bereits durchgeplante Triathlon sollte am 24. August 1985 starten. Doch der DTSB-Stadtbezirksvorstand Erfurt-Nord ließ die Veranstaltung durch Peter Lange absagen. Bereits 40 Sportler hatten sich für diesen Wettkampf gemeldet. Für das folgende Jahr sollte es am 16. August 1986 besser laufen. Auch die Unterstützung des DTSB war gesichert. Genau wie in Leipzig reagierte auch hier die Presse in Erfurt positiv auf diese neue Sportart. Ebenso erging es den Organisatoren in Eisenach. Der bereits organisierte Triathlon von Siegfried Koch musste ebenfalls abgesagt werden. Doch ein Jahr später war das Organisieren und Ausrichten des Wettkampfes ohne weitere Hindernisse möglich. Auch die Presse war begeistert und berichtete positiv mit Bildern über diesen neuen Wettbewerb. Sogar ein Sportlerprofil über den Veranstalter wurde gedruckt.
1986 gab es, wie bei vielen anderen Veranstaltungen, Zeitengutschriften bei verschiedenen Fahrrädern. Die Teilnehmerzahlen stiegen jährlich. Es gab 20 verschiedene Triathlonveranstaltungen in der DDR. Der letzte Eisenacher Triathlon fand im Jahr 1989 statt. Es fehlte an Sportlern und Helfern, aber Koch war es wichtig, eine Veranstaltung dieser Art in der Region zu haben. Aktuell gibt es nur noch den Immelborner Triathlon in Thüringen.

### Dresden
Ein Triathlet aus dem Dresdener Raum, Thomas Pabst, entdeckte auf einer Sportreise nach Tschechien im Februar 1982 diese neue Sportart. Er war so begeistert davon, dass er sich im selben Jahr alleine daran ausprobierte. Er fand ein geeignetes Gelände und plante eine offizielle Veranstaltung im Herbst 1983. Davor nahm er mit seinem Trainingspartner als erste DDR-Sportler an einer Langdistanz in Plzeň teil. Nach seiner Rückkehr gab es in der Zeitung „Union“ einen Artikel über ihn und diesen Wettkampf. Die dort entstandenen Kontakte nutzte man natürlich für die eigene Veranstaltung aus.
Die gesamte Entwicklung in und um Dresden brachte eine kleine Gruppe von Sportlern hervor, die zusammen mit Pabst trainierten. Von Beginn an bemühte sich Papst, den Triathlon in der DDR voranzubringen.
Der erste Sachsentriathlon im Jahr 1984 wurde unterbunden. Auf erste Einwände des DTSB reagierten die Organisatoren nicht. Schließlich wurde trotz der 100 Meldungen der Triathlon abgesagt. Zu Beginn des Jahres wurde im Sportfreizeitkalender des DTSB-DV Dresden auf den Triathlon aufmerksam gemacht. Diese Nachricht ging auch nach Berlin. Daraufhin ausgesprochene Drohungen, wie Berufsverbot oder ähnliches, waren der Grund für zahlreiche Absagen. Trotz des Verbotes und warnender Hinweise seitens des DTSB organisierte man zur gleichen Zeit am selben Ort ein inoffizielles Training mit Zeitnahme, wobei jedoch keine auswärtigen Sportler starteten. Pabst wurde nach dem Schwimmen allerdings verhaftet. Gegen ihn wurde ein Ordnungstrafverfahren eingeleitet, nachdem er stundenlang verhört wurde. Dieses Strafverfahren wurde wenig später eingestellt, da sich mehrere prominente Sportler beschwert hatten.
Der DTSB war mehr oder weniger gezwungen, diesen Wettkampf mit allen Mitteln zu unterbinden, da Pabst weder dem DTSB zugehörig war noch einer BSG. Der DTSB wollte, dass die Bürger der DDR Sporttreiben sollten, aber in einer organisierten Sportgruppe. Jedoch gelang es noch im selben Jahr in der Herbstzeit den ersten Borthener Bergtest auszurichten. Mit Hilfe des Vereins BSG Obstproduktion Borthen als Veranstalter und der sportbegeisterten Volkspolizei, die für diese Veranstaltung zuständig waren. Die Radstrecke ging über die Kreisgrenze hinaus und dank der Polizei wurde es kein Problem, so dass der DTSB keine Argumente hatte, den Wettkampf abzusagen. Am 15. September 1983 bestritten 95 Sportler 0,7 km Schwimmen, 33 km Radfahren und 13,5 km Laufen. Der Triathlon entwickelte sich über die Jahre für viele Sportler zu einem Wettkampf am Ende der Saison. Ab dem Jahr 1987 gab es für Anfänger und Frauen kürzere Strecke. Trotz des großen Starterfeldes war dieser Triathlon sehr familiär. Es gab schöne und ausgefallene Preise, wie Medaillen aus Meißner Porzellan oder Aufkleber.
Schon ab der zweiten Veranstaltung wurde dieser Triathlon ein Ranglistenwettbewerb. Hierzu ist zu sagen, dass Pabst erstmals im Jahr 1985 eine DDR-Rangliste erstellte und dieses System 1987 von Norbert Hennig aus Rathenow übernommen wurde. Diese Rangliste erhielt bald offiziellen Charakter. Mit Hilfe eines Punktesystems wurden aus mindestens drei, als Ranglistenwettbewerbe ausgeschriebenen Triathlons, die jahresbesten Triathleten ermittelt. Noch heute wird beispielsweise beim Brandenburgische Triathlonbund mit diesem Punktesystem gewertet.
So kann festgehalten werden, dass Pabst als der „Vater des Triathlons“ in der DDR gilt, auch wenn manche Sportler mit seinem Vorgehen nicht ganz einverstanden waren. Er wollte diesen Sport populär machen und ähnliche Strukturen wie in der BRD oder Tschechien aufbauen. Dabei übersah er aber, dass die Bedingungen in der DDR ganz andere waren. Dank ihm erschien ab 1984 jährlich das Bothener Informationsheft. Diesem Heft konnten neue Informationen, Ranglisten und Veranstaltungen entnommen werden. Auch ein jährliches Treffen der Veranstalter aller Wettkämpfe der DDR rief er ins Leben. Bei diesen Treffen wurde über Regeln, Verbote, Neuheiten und vieles mehr gesprochen. Anfangs fand es in Dresden statt, später in Leipzig. Auch Einladungen zu Wettkämpfen innerhalb und außerhalb der DDR ließen den Kontakt der Veranstalter zueinander nicht abbrechen.
Da es bisher nur in Berlin einen Nonstop-Triathlon 1984 bis 1986 gab, aber keine direkte Ironman-Veranstaltung, wurde am 13. August 1988 der erste Wettkampf dieser Art veranstaltet. Es gab 46 Meldungen, davon starteten 34 Männer und eine Frau, welche aus allen Ecken der DDR kamen. Der 2. Sächsische Ironman wurde erst zwei Jahre später am 18. August ausgetragen und war zugleich eine Bezirksmeisterschaft. Am 24. August 1991 gab es den dritten und vorerst letzten Ironman, da die Organisation der Veranstaltung als sehr aufwändig bezeichnet werden kann. Der sogenannte „Sachsenman“ wird seit 1999 wieder ausgetragen.

### Land Brandenburg und Berlin
Der zentrale Raum der DDR (Berlin-Brandenburg) entwickelte sich gleichzeitig mit dem Norden. So kam es, dass am 2. Juli 1983 in Senzig der erste Triathlon über die Mitteldistanz mit 14 Startern durchgeführt wurde. Die Idee war, dass viele Bekannte aus dem sportlichen Umfeld des Veranstalters Peter Schlotte diese Strecken gemeinsam absolvieren sollten. Dieses gelang jedoch nicht.
Es wurde eine Rangliste erstellt, in der es eine Altersklasseneinteilung bis 43 Jahre gab. Aufgrund eines selbstgestalteten T-Shirts seiner Frau wurde er in Berlin bei einem Friedenslauf von dem Veranstalter des Rostocker Triathlons wiedererkannt und angesprochen. Beide wussten vor diesem Gespräch nichts von den jeweiligen Veranstaltungen des anderen.
Am 8. Juli 1984 fand der zweite Senziger Triathlon statt. Ab dem dritten Wettkampf beschloss Schlotte Anträge bei Behörden, wie Bürgermeister oder Volkspolizei, einzureichen, um eine Genehmigung für die Sperrung der Straße wegen eines Radrennens (Zeitfahrrennen) zu bekommen. Er benutzte den Radverein BSG Köpenick, um diese Anträge glaubhaft zu machen. Bei der Organisation gab es hinsichtlich des Triathlons keine Probleme. Die Veranstaltung wurde unter dem Aspekt „Fairness vor Sieg“ veranstaltet, aber der Ehrgeiz der Sportler ließ dies nicht zu. So kam es zu Windschattenverbot, Zeitstrafen und Disqualifikationen. Auch die Altersklasseneinteilung wurde von den Athleten abgelehnt. Trotz dieser Streitpunkte entwickelte sich die Veranstaltung mit den Jahren, denn durch die zentrale Lage kamen viele Teilnehmer aus der ganzen Republik.
Schlotte und seine Frau ließen sich trotz finanzieller Sorgen jedes Jahr etwas Neues für die Athleten einfallen, so zum Beispiel Pokale aus Mahagoniholz oder Schlauchreifen als Geschenke. Durch die Übernachtungsmöglichkeiten vor Ort im Start- und Zielbereich kam eine gute und familiäre Atmosphäre auf.
Es gelang ihm auch, zweimal in Zusammenarbeit mit dem DTSB Köpenick einen Triathlon in Berlin durchzuführen. Dieser fand im Zusammenhang mit dem Müggelberglauf statt. Dort kannte man sich untereinander und außerdem waren viele Mitglieder im DTSB. Bei diesen handelte es sich oftmals um ehemalige Sportler, die aus diesem Grund oftmals nicht so linientreu waren, da sie wussten, wie viel Spaß dieser Sport ihnen bereitete. 1990 wurde Peter Schlotte Präsident des neu gegründeten DDR Triathlonverbandes.
1987 fanden in Senzig die Bestenermittlungen und ebenso am 30. Juni 1990 die ersten und letzten DDR-Meisterschaften über die Mitteldistanz statt. Hier wurde aus den Siegern die Nationalmannschaft der DDR und die Nominierungen für Wettkämpfe in Europa ermittelt. Dieser Wettkampf fiel der politischen Wende zum Opfer.
Das Datum des ersten „Ironman“ der DDR ist umstritten. Es ist nicht ganz klar, ob er 1988 in Sachsen stattfand oder ob es der Berliner-3-Tage-Triathlon 1984 war, welcher am 16. November durchgeführt wurde. Man schwamm an diesem Tag im Pionierpark Wuhlheide 3800 m. Einen Tag später wurde am S-Bahnhof Bernau mit dem Rad um Berlin in Richtung Potsdam gefahren. Die sportliche Herausforderung des dritten Tages bestand darin, den Marathon in der Wuhlheide zu laufen.
1985 sollte es nicht mehr so extrem und an nur einem Tag durchgeführt werden. Am 6. Juni 1985 wurde in der Schwimmhalle geschwommen, danach ging es auf das Rad und anschließend wurde beim Friedenslauf mitgelaufen. Man wartete, bis der letzte aus dem Wasser kam, um anschließend um Berlin herumzufahren.
1986 meldeten sich 40 Athleten, um am 25. Juli zu starten. Die Veranstaltung wurde wieder als 3-Tage-Wettkampf ausgetragen. Nur dieses Mal wurde im See geschwommen. Bei jedoch 17 Grad Wassertemperatur erlaubte man den Athleten früher als nach 3,8 km aus dem Wasser zu kommen. Diese Chance nutzten zwei Athleten und kamen nach der Hälfte der Schwimmkilometer aus dem Wasser. Das Radfahren und Laufen liefen genauso ab wie in den Jahren zuvor. 1987 fiel der Wettkampf aus.
1990 wurden die Landessportverbände in den neuen Bundesländern gegründet, zu denen auch die Sportschulen in Cottbus, Frankfurt (Oder) und Potsdam gehörten. Diese sollten den Nachwuchs fördern und bekamen Fördermittel für die Trainingsstunden, Trainer und Trainingsmittel. Die Mitarbeiter der Stützpunkte sollten in den Grundschulen, im Unterricht oder bei kleinen Wettkämpfen Kinder mit der Sportart Triathlon vertraut machen, um so viele Talente aus der Umgebung zu begeistern, die dann in diesen Stützpunkten trainieren sollten. Je mehr „Kaderprozente“ ein Leistungsstützpunkt hatte, desto mehr Unterstützung bekam er durch die Verbände der DTU (Deutsche Triathlon Union).
Zusammenfassend kann festgestellt werden, dass es für den Raum Berlin-Brandenburg keine nennenswerten Verbote oder Hindernisse für die Entwicklung des Triathlons gegeben hat. Trotz der zentralen Lage und der Nähe zum DTSB. Viele Veranstaltungen sind autonom entstanden und fast alle auf privater Ebene organisiert wurden. Der DTSB wurde selten benachrichtigt oder beteiligt. Meist umging man ihn.

### Potsdam
Es ist schwer zu sagen, wann genau der erste offizielle Wettkampf in Potsdam stattfand. Durch Rolf Oehmichen ist bekannt, dass ab Mai 1974 erste Triathlonwettkämpfe, auch Läufe zählten dazu, stattfanden. Durch das ständig wachsende Interesse wurde fünf Jahre später die BSG Stadtbau Potsdam gegründet. Aufgrund von Zeitmangel, jeder war ein vollbeschäftigter Arbeiter, konnten nur 3–5 Sportler beim ersten Triathlonwettbewerb unter Oehmichen starten. Die Streckenlängen dieses Wettkampfes wurden mit 4 km Schwimmen, 180 km Radfahren und 42,195 km Laufen angegeben.
84 neue Streckenführungen wie Meilentriathlon oder Brauhausberg-Triathlon mussten festgelegt werden, da die Sportler aufgrund des Zeitmangels die langen Wettkämpfe nicht durchführen konnten. Die ersten Veranstaltungen dieser Art fanden unter dem Namen des Kreissportfestes der Werktätigen statt. Der Meilentriathlon über 400 m Schwimmen, 8 km Radfahren und 2 km Laufen konnte mit etwa 30 Sportlern ausgetragen werden.
Durch Manfred Kruczek erfolgte eine indirekte Zulassung des Sports in der DDR. Er stellte einen Antrag auf eine Wochenstunde in der Schwimmhalle beim DTSB. Durch das Verwenden des Namens „Ausdauer-Dreikampf“ wurde diese genehmigt, was eine Ausnahme darstellte. Kruczek erzählte später, dass der Mitarbeiter des DTSB, der den Antrag als positiv abstempelte, 1990 als erster entlassen und nicht in den Landessportbund Brandenburg übernommen wurde.
Als Trainer und Übungsleiter der Potsdamer Triathleten, Erwachsenen und Jugendlichen, sowie kirchlich gebundenen Aktiven, wollte Manfred Kruczek einen Städtevergleich mit der Partnerstadt Bonn im Jahre 1988 organisieren. Er erhielt bei Wettkämpfen persönliche Einladungen, die der Behörde nicht bekannt waren und baute auf seine Kontakte. Jedoch scheiterte der Vergleich daran, dass weder der Sport noch die Stadt ihm Informationen preisgaben. Nach diesem Ereignis ermittelte die Staatssicherheit gegen ihn.

### Finsterwalde
Der im Jahr 1984 am Kulkwitzer See bei Leipzig durchgeführte Wettkampf im Ausdauerdreikampf sollte auch für Finsterwalde von großer Bedeutung für die Zukunft sein. Einige Sportler aus Finsterwalde hörten von diesem Wettkampf, starteten und waren so begeistert, dass sie von da an eigene Wettkämpfe veranstalten wollten. Einer dieser Sportler war Christian Homagk, ehemaliger Vorsitzender des BTB, aktiver Trainer und Vereinsmitglied des SV Neptun 08 Finsterwalde. Er war von Hause aus Schwimmer und daher war das Interesse an Mehrkämpfen bereits gegeben.
Ebenso begeisterte sich seine Frau, Marlies Homagk, an dieser Sportart. Sie ist nach wie vor aktives Mitglied im Finsterwalder Triathlon-Verein und trainiert den Nachwuchs der Triathleten. Ihr Mann richtet noch heute Großveranstaltungen wie das „Finsterwalder Dutzend“ aus, welche eine große Anhängerschar weit über die Grenzen des ehemaligen Bezirkes Cottbus hinaus begeistern.
Als einer der ersten Wettkämpfe fand das Finsterwalder Dutzend am 4. Mai 1985 statt. Bei diesem wurden 1200 m in der Schwimmhalle geschwommen, 25 km Rad gefahren und anschließend 7 km durch die Stadt und die Bürgerheide gelaufen. Es starteten 32 Athleten, davon zwei Frauen aus Leipzig, Rostock, Dresden, Magdeburg, Köthen, Finsterwalde, Fürstenwalde, Bautzen und Schöneweide.
Ein weiterer Wettkampf wurde unter dem Namen „Finsterwalder Allerlei“ bekannt. Dieser fand zum zweiten Mal am 28. März 1986 statt. Es starteten insgesamt 119 Fuß- und Radwanderer, Schwimmer und Läufer sowie 102 Ausdauersportler. Heute heißt der Wettkampf „Tria-Hatz“ und hat noch immer sehr viele Anhänger aus nah und fern.
Christian Homagk verwendete schon am 28. Mai 1986 in dem Protokoll des Finsterwalder Allerlei den Begriff „DDR-offener Dreikampf“. Daraufhin erhielt er ein Schreiben eines Teilnehmers (Thomas Pabst), der ihn darauf aufmerksam machte, dass er sich damit eventuell Ärger einhandelte. Aber Homagk sah diese Diskussion eher als nebensächlich an und ignorierte sie. Mit viel Verhandlungsgeschick und Mut im Umgang mit den Behörden, gelang es ihm, für seine Veranstaltungen die Mitarbeit der Polizei und der Presse zu sichern. Nicht nur für die lokale Zeitung Lausitzer Rundschau, sondern auch für das Deutsche Sportecho schrieb er Artikel und Berichte.
Die Anzahl der Wettkämpfe wurde auch durch die vielen Helfer der Schwimmsektion BSG Fortschritt Finsterwalde und seine Frau – sie war zu dieser Zeit Sektionsleiterin Schwimmen – ermöglicht.
Weitere Wettkämpfe in und um Finsterwalde:
- die 10.000-m-Kreismeisterschaften im Stadion des Friedens (findet heute noch im „Stadion des Friedens“ statt)
- See-Durchquerungen in Hennersdorf und Rückersdorf
- Ausdauerdreikampf in Hennersdorf (600 m Schwimmen, 13 km Rad und 8 km Lauf), heute „Teichzweier“
- Meilen-Dreierlei, sowie
- zahlreiche Volksläufe, welche auch noch heute organisiert werden.

## Persönlichkeiten
- Thomas Pabst (Dresden) gilt als Vater des Triathlons in der DDR
- Wilfried Ehrler (Leipzig) veröffentlichte mit Christian Menschel und Jochen Meyer 1987 ein Lehrbuch, das in der BRD ein Verkaufsschlager wurde.[12]
- Andreas Clauß (Leipzig), bester Triathlet der DDR, der auch mit guten internationalen Ergebnissen aufwarten kann
- Thomas Rungenhagen (Berlin, Witten), ebenfalls einer der besten DDR Triathleten. DDR Meister 1988 (Waren / Müritz). Ab 1990 Triathlon Profi PSV Witten Westdeutschland.

## Heutige Verwendung des Begriffs „Ausdauerdreikampf“
In Anlehnung an seine Gründungszeit hat sich der Berliner Triathlonverein A3K-Berlin nach der Abspaltung vom ehemaligen DDR-„Verein“ Dynamo Berlin SC Berlin 2002 entsprechend umbenannt. Heute ist es der größte Triathlonverein im Osten Berlins.
Der Peiner Triathlon nutzte den Begriff „A3K DM“ 2005 für seine Finisher-Shirts zur Deutschen Meisterschaft der Altersklassen.